# Бернабе, Паулино
Паулино Бернабе Альмендарис (исп. Paulino Bernabé Almendáriz; 2 июля 1932, Мадрид — 10 мая 2007, там же) — испанский гитарный мастер

## Жизнь и творчество
Паулино Бернабе учился музыке у Даниэля Фортеа, ученика известного испанского гитариста и композитора Франсиско Тарреги, а затем занимался собственно искусством изготовления инструментов у мастера Хосе Рамиреса. В 1969 году он открыл свою мастерскую и разработал уникальную систему растяжек для внутренней части гитары. В 1974 году его наградили золотой медалью на мюнхенской Международной выставке ремесленников. С начала 1980-х годов и вплоть до конца жизни Бернабе работал вместе со своим сыном Паулино Бернабе-младшим (род. 1960), который перенял мастерскую отца.

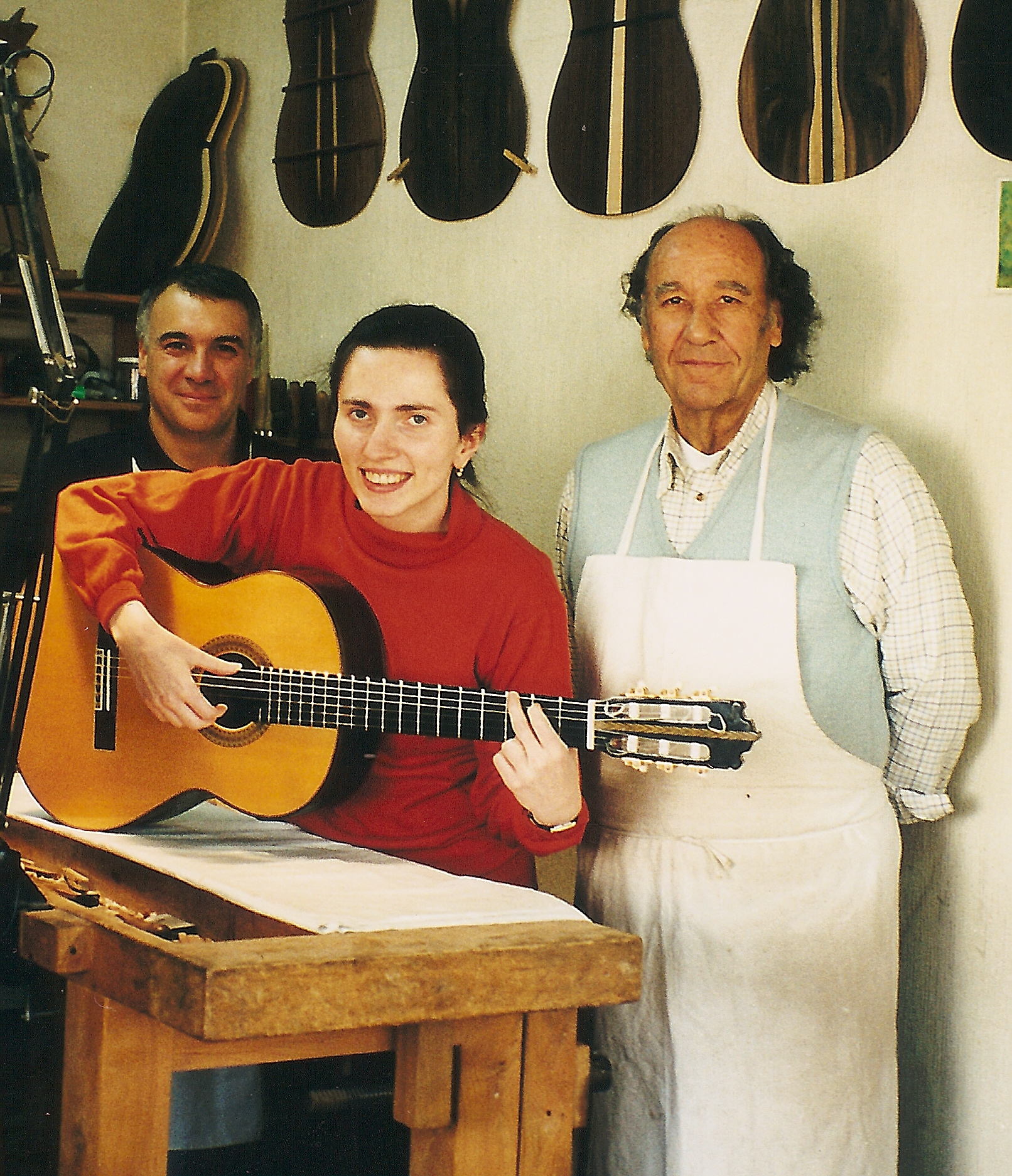
Австрийская классическая гитаристка Йоханна Байштайнер в мастерской Бернабе с отцом и сыном Бернабе. Мадрид, октябрь 2000 года

## Музыкальные образцы
- Видео: Австрийская классическая гитаристка Йоханна Байштайнер играет на гитаре, изготовленной мастером Паулино Бернабе.